# Asparago di Badoere
L'asparago di Badoere è un prodotto agricolo tipico del Veneto che viene coltivato in un'area compresa tra i corsi dei fiumi Sile e Dese (provincie di Treviso, Padova e Venezia). 
Ha ricevuto il riconoscimento I.G.P. da parte dell'Unione europea il 14 ottobre 2010.
Del prodotto esistono le due tipologie "bianco" (varietà "Dariana", "Thielim", "Zeno", "Valim" e "Grolim") e "verde" (varietà "Eros", "Thielim", "Grolim", "Dariana" e "Avalim"). I turioni, ben formati, dritti e mai vuoti, si caratterizzano per un colore bianco-rosato o verde-intenso, dal sapore dolce e aromatico.

## Storia
Benché l'asparago (Asparagus officinalis) sia da lungo tempo coltivato nella zona, questo prodotto si è distinto solo a partire dal secondo dopoguerra, parallelamente alla trasformazione delle mezzadrie e alla crisi occupazionale dovuta al tramonto dell'industria serica. La località maggiormente coinvolta in questo fenomeno fu Badoere di Morgano, dove nel 1968 fu organizzata la prima "Mostra provinciale dell'asparago".

## Coltivazione
L'area IGP di coltivazione dell'Asparago di Badoere comprende i comuni di: Piombino Dese e Trebaseleghe in provincia di Padova, Casale sul Sile, Casier, Istrana, Mogliano Veneto, Morgano, Paese, Preganziol, Quinto di Treviso, Resana, Treviso, Vedelago, Zero Branco in provincia di Treviso e Scorzè in provincia di Venezia.